# حمض أستيل الميوراميك
حمض أستيل الميوراميك (بالإنجليزية: N-Acetylmuramic acid)‏ وَيُدعى إختصاراً (MurNAc)، وَهُو عِبارة عن إيثر حِمض اللّبَن مَع أستيل غلوكوز أمين، ويحمِل حمض أستيل الميوراميك الصيغة الكيميائية C11H19NO8. وَيُعتبر جُزء من البُوليمر الحَيوي في جدار الخلية البَكتيرية والذي يَتكون مِن وحدات أستيل غلوكوز آمين (GlcNAc) مَع أستيل الميوراميك (MurNAc) بِالتناوب، والتي تَكون مُقترنة مَع جُزيء ببتيدي صَغير مَوجود في راسِب حِمض اللّبَن في حِمض الأستيل الميوراميك، وَيُسمى هذا التركيب الطَبقي بِـ(ببتيدوغليكان).
يُعرف حِمض أستيل الميوراميك (MurNAc) على أنَهُ سكر أحادي مُشْتَق مِن أستيل غلوكوز أمين.

## الأَهمية الطِبية
لا يَحتوي جِدار خَلايا الكلاميديا على حمض الميوراميك عَلى العَكس مِن مُعظم جُدران الخلايا البَكتيرية، لِهذا السَبب يُعتبر البِنسِلِين عِلاج غَير فعّال فِي حالة العَدوى الناجمة عن بَكتيريا الكلاميديا، لِذلك يَتم استخدام نَوع آخر من الأدوية مِثل الدُوكسيسِايكلِين أَو الأزيثرومايسين والتي تَمنع تَكوين البَروتين في الخَلايا البَكتيرية.
يُعتبر حِمض أستيل الميوراميك جُزء مِن بُولِيمر الببتيدوغليكان المَوجود في جُدران الخلايا البكتيرية مُوجبة غرام. يَرتبط حِمض أستيل الميوراميك بِشكل تَسَاهُمِيّ مع أستيل غلوكوز أمين، وَمِن المُمكن أيضاً أن تَرتبط مِن خلال رَبط مجموعة الهَيدروكسيل المَوجودة عَلى ذرة الكربون رَقم 4 مَع ذرة كَربون ألألانين. يَتم إضافة خُماسِيُّ الببتيد (ألانيل-نَظير الغلُوتامينيل-ليزيل-ألانين-ألانين) إلى حِمض أستيل الميوراميك في أثناء تَكْوين خُيوط البِبْتِيدُوغليكان في جِدار الخلية، وَيتم تثَبّيط هذه العَملية باستخدام الفوسفوميسين.

## المَراجع
1. ↑  Grif K, Dierich MP, Pfaller K, Miglioli PA, Allerberger F (أغسطس 2001). "In vitro activity of fosfomycin in combination with various antistaphylococcal substances". Journal of antimicrobial chemotherapy. ج. 48 ع. 2: 209–17. DOI:10.1093/jac/48.2.209. PMID:11481290. مؤرشف من الأصل في 2020-05-11.{{استشهاد بدورية محكمة}}:  صيانة الاستشهاد: أسماء متعددة: قائمة المؤلفين (link)

## أُنظر أيضاً
- سكر أميني.
- جلوكوزامين.